# Бадд, Брайан
Брайан Джеймс Бадд (англ. Bryan James Budd; 16 июля 1977, Белфаст, Северная Ирландия, Великобритания — 20 августа 2006, Сангин, Гильменд, Афганистан) — британский военнослужащий ирландского происхождения, капрал Парашютного полка Британской армии. Кавалер креста Виктории.
Родился в 1977 году в Северной Ирландии. После окончания школы, в 1995 году вступил в Британскую армию. В составе Парашютного полка принял участие в вооружённых конфликтах в Северной Ирландии, Югославии, Сьерра-Леоне, а также в Иракской войне.
В 2006 году был командирован на войну в Афганистане. 27 июля в центре города Сангин в вилаяте Гильменд Бадд возглавил атаку на одно из зданий с засевшими там талибами, и вместе со своими товарищами подавил огневые точки врага. Спустя несколько недель после этого боя, 20 августа во время обычного патрулирования центра Сангина, Бадд заметил продвижение нескольких талибов по кукурузному полю,  предпринял фланговый манёвр с целью отрезать боевиков, после чего началась перестрелка. Придя к выводу о невозможности нового наступления, Бадд в одиночку бросился на атакующих боевиков, пожертвовав своей жизнью для спасения отступающих раненых членов его отряда. Тело Бадда было найдено в окружении трёх убитых им талибов. За эти два акта героизма он был удостоен креста Виктории. Бадд стал первым военнослужащим — кавалером данной награды за действия в Афганистане.

## Биография

### Молодые годы
Брайан Джеймс Бадд родился 16 июля 1977 года в Белфасте, Северная Ирландия. У него была сестра-близнец Трейси, а также брат Стивен. Впоследствии родители развелись, и мать Энн снова вышла замуж, в связи с чем дети воспитывались отчимом Тревором.
Вскоре семья переехала в Сканторп в Северном Линкольншире, Англия, где Брайан и вырос. Там он учился в школе Томаса Самптера (ныне — Мелиорская общественная академия).

### Военная служба

#### Начало
В декабре 1995 года Бадд вступил в Британскую армию. Поначалу он служил в Парашютном полку, а затем, пройдя строгий отбор, поступил во взвод авианаводчиков 16-й десантно-штурмовой бригады — разведывательное подразделение для действий в глубоком тылу врага. В составе этого соединения он принял участие в миссиях в частях бывшей Югославии — Косово и Македонии, а также в Сьерра-Леоне, Афганистане и Ираке. В Ираке он был задействован в операции «Telic», а в Северной Ирландии — в операции «Знамя».
В мае 2002 года Бадд с отличием прошёл боевой курс командира отделения. В 2004 году он был отправлен в Армейский подготовительный колледж в Харрогейте, где в качестве квалифицированного инструктора по боевому выживанию, скалолазанию и парашютисту свободного падения тренировал новобранцев. В июне 2006 года Бадд присоединился к роте «A» 3-го батальона, и в составе целевой группы из 3600 британцев был отправлен в Афганистан, в город Сангин в вилаяте Гильменд, где принял участие в операции «Херрик».

#### Афганистан
27 июля 2006 года, во время патрулирования местности, подразделение капрала Бадда обнаружило двух боевиков на крыше здания в центре Сангина. В ходе последовавшей ожесточенной перестрелки потери понесли два отделения из подразделения Бадда. Во время нахождения на открытой местности несколько солдат стали целью для вражеского огня и были серьезно ранены. Бадд решил вернуть инициативу в свои руки и отбросить противника, а затем приступить к эвакуации раненых. Вооружённый винтовкой и ручными гранатами, Бадд в одиночку под непрекращающимся огнём пошёл в атаку на вражеские позиции, вдохновив остальных бойцов последовать за ним по открытому полю. Действия Бадда, совершённые в опасных условиях, сыграли в оперативном отношении принципиальную роль для уничтожения боевиков, а также позволили начать эвакуацию его раненого товарища в безопасное место, где тот впоследствии получил необходимое лечение.

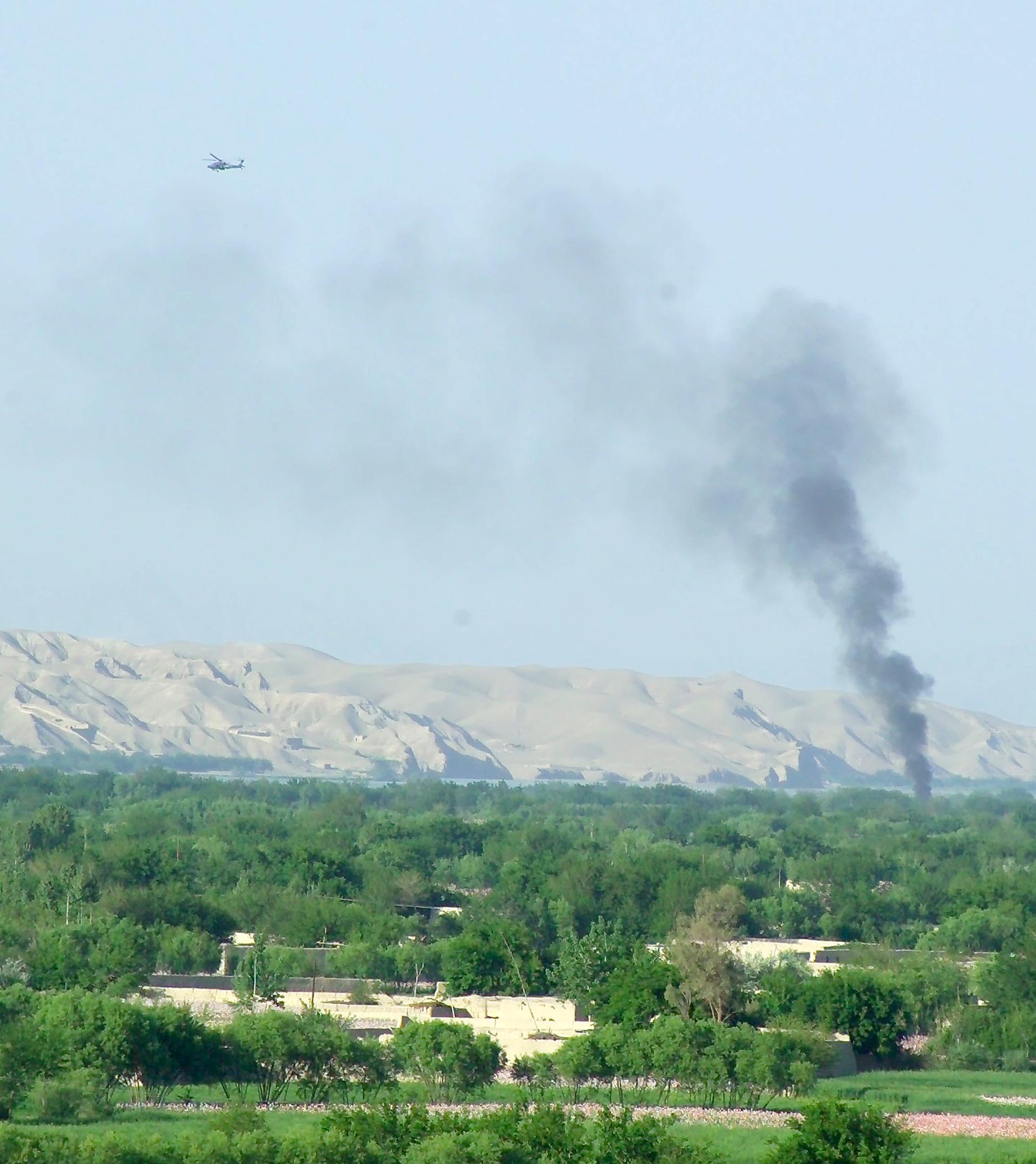
Окрестности Сангина, 2007 год.

Через несколько недель, 20 августа 2006 года, рота «A» 3-го батальона была передислоцирована в центр города Сангин. Данный район назывался среди военных «Диким Западом». Бадду и его взводу было приказано дойти до небольшого и изолированного форпоста коалиции, в котором базировались солдаты Корпуса королевских инженеров, а также разминировать и зачистить от боевиков окружающую его площадь, подвергавшуюся атакам талибов почти каждый день в течение нескольких месяцев. Каждому патрулю было выделено по три отделения общей численностью 24 человека. Сам Бадд вёл за собой отряд из восьми человек.
Увидев, что его товарищ подорвался на мине, Бадд, несмотря на возможность новых подрывов, велел начать подготовку к эвакуации и расчистке площади для посадки вертолёта, в результате чего взорвалось ещё несколько мин и несколько солдат получили ранения. Войдя в высокие ряды кукурузы, на расстоянии 50 метров от себя Бадд заметил приближение четырёх боевиков. Подавая сигналы руками солдатам своего отделения, он осуществил фланговый манёвр и вышел на окраину поля с целью отрезать талибов. Передвижения солдат были замечены как этими боевиками, так и ещё одной группой талибов, находившихся чуть дальше. Боевики инициировали перестрелку, в ходе которой британцы, стоя на коленях или лёжа в попытке укрыться, открыли по ним шквальный огонь; двоё солдат получили ранения. Понимая, что раненые могут быть захвачены в плен или немедля убиты, Бадд велел всем выйти из зоны столкновения. Затем Бадд встал и бросился прямо через кукурузу в сторону талибов, находящихся всего в 20 метрах от него. Бадд открыл огонь из винтовки в автоматическом режиме, после чего прогремел взрыв, и контакт по радиосвязи с ним был сразу же потерян. Огонь талибов заметно стих, что позволило оставшимся в живых бойцам отделения отойти в безопасное место.
После отхода войск Бадд был объявлен пропавшим без вести, большая часть роты была отправлена на его поиски, тогда как несколько вертолётов «McDonnell Douglas AH-64 Apache» и самолётов «Harrier Jump Jet» в рамках воздушной поддержки осуществили массированную атаку по позициям талибов. Час спустя патруль лейтенанта Хьюго Фармера набрёл на Бадда с тяжёлыми ранениями без сознания и пульса, лежавшего в окружении тел трёх боевиков. Бадд был доставлен на вертолёте в перевязочный пункт базы взвода, где была зафиксирована его смерть. В том же бою ранения получили три британских солдата, но их травмы не оказались опасными для жизни.

### Похороны и расследование обстоятельств гибели
Бадду было 29 лет. Отслужив десять лет в армии, в ближайшее время он должен был получить звание взводного сержанта. Командировка Бадда должна была закончиться 26 августа 2006 года. Он стал 7-м британским солдатом, погибшим за один лишь август 2006 года, а также 15-м за шесть месяцев боевых действий в Афганистане. Всего с момента начала операции в Афганистане с 2001 года по состоянию на 2014 год погибло 453 британских военных и гражданских лиц.
Министр обороны Великобритании Десмонд Браун заявил, что «глубоко опечален» известием о смерти Бадда, выразив свои соболезнования его семье. Коллеги Бадда описали его как очень хорошего человека, служившего примером для других. Командир 3-го батальона подполковник Стюарт Тутал охарактеризовал Бадда как «выдающегося лидера», который на профессиональном уровне «наделял уверенностью всех, кто с ним работал», отметив, что Брайан погиб, делая любимую работу: «Он с гордостью называл себя десантником, и мы с гордостью стояли рядом с ним».
Бадд был кремирован в Вудландском крематории, после чего похоронен на Колчестерском кладбище. Проведённая перед этим судебно-медицинская экспертиза показала, что Бадд скончался от разрыва крупных вен в тазовой области в результате огнестрельного ранения. В связи с неясными обстоятельствами смерти было начато расследование, в ходе которого в том числе рассматривалась возможность того, что Бадд был убит в результате дружественного огня.
29 ноября 2007 года на заседании суда, эксперт по баллистике Эд Уоллес сообщил, что два проанализированных фрагмента пули, от которой погиб Бадд, принадлежат к калибру 5,56, используемому в винтовках и пулеметах, выданных британским войскам. Он отметил, что результаты испытаний 24 видов оружия, используемых его товарищами, не позволили установить, кто из них сделал выстрел, от которого погиб Бадд. Выслушав показания, заместитель коронера для Оксфордшира Эндрю Уолкер вынес официальное решение о том, что Бадд попал под перекрёстный огонь и был убит из оружия, стоящего на вооружении британских солдат, при том, что никаких других войск в том районе не находилось. Вдова Бадда Лорена  отметила, что храбрость её мужа «отразила самые высокие традиции Парашютного полка».

### Награждение крестом Виктории
14 декабря 2006 года Бадд был удостоен креста Виктории. Соответствующий наградной список министерства обороны из 134 человек был опубликован в первые минуты 15 декабря в официальной газете правительства Великобритании «The London Gazette». При этом указывалось, что Бадд был награждён сразу за два отдельных акта храбрости в июле и августе 2006 года.

Уайтхолл, Лондон SW1
15 декабря 2006
Королева любезно одобрила награждение Крестом Виктории:
АРМИЯ
25048092 Капрал Брайан Джеймс Бадд, Парашютный Полк (убит в бою)
В июле и августе 2006 года рота «A» 3-го батальона Парашютного полка была развернута в центнальном районе Сангина. Она постоянно находилась под непрекращающимися атаками Талибана из стрелкового оружия, гранатометов, минометов и ракетных обстрелов.
27 июля 2006 года, во время рядового патрулирования, отделение Капрала Брайана Бадда обнаружило двух бойцов противника на крыше здания в центре Сангина и вступило с ними в бой. В ходе последовавшей ожесточенной перестрелки пострадали два бойца из отделения Капрала Бадда. Один из них был серьезно ранен и упал в открытой местности, где оказался уязвим для огня противника, покрывавшего пулями землю вокруг него. Капрал Бадд понял, что ему нужно вернуть себе инициативу и отогнать врага для того, чтобы можно было эвакуировать раненых.
Под огнём он лично возглавил атаку на здание, откуда исходил яростный вражеский огонь, поведя за собой по открытому полю остальных бойцов, где они успешно вступили в бой. Таковые мужественные и оперативные действия, будучи предпринятыми с большим риском, оказались решающими в разгроме противника. Решительное руководство и заметное мужество Капрала Бадда позволило эвакуировать его раненого товарища в безопасное место, где он впоследствии получил жизненно важное лечение.
Месяц спустя, 20 августа 2006 года, Капрал Бадд повел своё отделение на правом переднем крыле взвода в патруле по разминированию возле центрального района Сангина. Другое отделение на левом фланге патруля наступало с использованием автомашин Land Rover, оснащенных крупнокалиберными пулемётами 0,50 калибра. Во время прохождения через густую растительность Капрал Бадд обнаружил несколько бойцов противника на расстоянии 30 метров впереди. Не обнаружив себя, в попытке застать врага врасплох и уничтожить его Капрал Бадд инициировал фланговый манёвр. Тем не менее, враг заметил Land Rover на левом фланге, в результате чего весь взвод потерял возможность воспользоваться элементом неожиданности.
Для того, чтобы вернуть себе инициативу, Капрал Бадд решил атаковать врага и приказал своим людям следовать за ним. Во время продвижения вперед отделение попало под испепеляющий огонь, который вывел из строя трёх солдат. Продолжающийся огонь противника и понесённые потери заставили отделение укрыться. Но Капрал Бадд самостоятельно продолжил атаку, хорошо зная о вероятных последствиях такого шага без непосредственной поддержки со стороны своих бойцов. Он был ранен, но продолжал двигаться вперед, атакуя и убивая боевиков, решительно бросившись на их позиции.
Вдохновленная примером Капрала Бадда, остальная часть взвода реорганизовалась и пошла вперёд в атаку, убив большое количество боевиков и в конце концов заставив их бежать с поля боя. Капрал Бадд скончался от ран, и его тело было позднее обнаружено в окружении трёх мёртвых талибов.

Заметное мужество капрала Бадда, проявленное в течение этих двух сражений, спасло жизни многих его товарищей. Он действовал в полном осознании того, что остальная часть его бойцов были либо выведены из строя, либо вынуждены остаться в укрытии. Его решимость прорваться к своим без посторонней помощи при превосходящих силах противника, несмотря на ранения, является осознанным актом вдохновляющего лидерства и высшей доблести. С учетом этого, Капрал Бадд награждается Крестом Виктории.
Оригинальный текст (англ.)Whitehall, London SW1

15th December 2006
The Queen has been graciously pleased to approve the posthumous award of the Victoria Cross to the under-mentioned:
ARMY
25048092 Corporal Bryan James Budd, The Parachute Regiment (killed in action)
During July and August 2006, 'A' Company, 3rd Battalion, the Parachute Regiment were deployed in the District Centre at Sangin. They were constantly under sustained attack from a combination of Taliban small arms, rocket-propelled grenades, mortar and rocket fire.
On 27 July 2006, whilst on a routine patrol, Corporal Bryan Budd's section identified and engaged two enemy gunmen on the roof of a building in the centre of Sangin. During the ensuing fierce fire-fight, two of Corporal Budd's section were hit. One was seriously injured and collapsed in the open ground, where he remained exposed to enemy fire, with rounds striking the ground around him. Corporal Budd realised that he needed to regain the initiative and that the enemy needed to be driven back so that the casualty could be evacuated.
Under fire, he personnally led the attack on the building where the enemy fire was heaviest, forcing the remaining fighters to flee across an open field where they were successfully engaged. This courageous and prompt action proved decisive in breaking the enemy and was undertaken at great personal risk. Corporal Budd's decisive leadership and conspicuous gallantry allowed his wounded colleague to be evacuated to safety where he subsequently received life-saving treatment.
A month later, on 20 August 2006, Corporal Budd was leading his section on the right forward flank of a platoon clearance patrol near Sangin District Centre. Another section was advancing with a Land Rover fitted with a .50 calibre heavy machine gun on the patrol's left flank. Pushing through thick vegetation, Corporal Budd identified a number of enemy fighters 30 metres ahead. Undetected, and in an attempt to surprise and destroy the enemy, Corporal Budd, initiated a flanking manoeuvre. However, the enemy spotted the Land Rover on the left flank and the element of surprise was lost for the whole platoon.
In order to regain the initiative, Corporal Budd decided to assault the enemy and ordered his men to follow him. As they moved forward the section came under a withering fire that incapacitated three of his men. The continued enemy fire and these losses forced the section to take cover. But, Corporal Budd continued to assault on his own, knowing full well the likely consequences of doing so without the close support of his remaining men. He was wounded but continued to move forward, attacking and killing the enemy as he rushed their position.
Inspired by Corporal Budd's example, the rest of the platoon reorganised and pushed forward their attack, eliminating more of the enemy and eventually forcing their withdrawal. Corporal Budd susequently died of his wounds, and when his body was later recovered it was found surrounded by three dead Taliban.

Corporal Budd's conspicuous gallantry during these two engagements saved the lives of many of his colleagues. He acted in the full knowledge that the rest of his men had either been struck down or had been forced to go to ground. His determination to press home a single-handed assault against a superior enemy force despite his wounds stands out as a premeditated act of inspirational leadership and supreme valour. In recognition of this, Corporal Budd is awarded the Victoria Cross.

7 марта 2007 года крест Виктории вручен вдове Лорене королевой Великобритании Елизаветой II на частной церемонии в Букингемском дворце в присутствии отчима, сестры и брата Бадда, а также его товарищей по 3-му батальону Парашютного полка. Крест Виктории является самой высшей из всех британских боевых наград и присуждается только в исключительных обстоятельствах за храбрость под огнём противника, будучи учреждённым 29 января 1856 года королевой Викторией, которая лично выбрала надпись на аверсе награды — «За Доблесть» (награда отливалась из русских бронзовых пушек, захваченных во время Крымской войны. Бадд стал первым награждённым во время войны в Афганистане и вторым со времён фолклендской войны после Джонсона Бехарри (прижизненно в 2006 году). Следующими кавалерами стали Джеймс Ашворт (посмертно в 2012 году) и Джошуа Лики (прижизненно в 2015 году).

## Награды
Капрал Брайан Бадд был удостоен восьми наград: крест Виктории, медаль общей службы с пряжкой «Северная Ирландия», медаль НАТО с пряжкой «Косово», медаль НАТО с пряжкой «Македония», медаль оперативной службы за Сьерра-Леоне, медаль оперативной службы за Афганистан, Иракская медаль с пряжкой «19 Мар по 28 Апр 2003», медаль Золотого юбилея королевы Елизаветы II.
В 2018 году награды Бадда, в том числе крест Виктории, были приобретены лордом Ашкрофтом для своей коллекции, размещённой в Имперском военном музее в Лондоне. В настоящее время они выставлены в Музее Парашютного полка и Воздушно-десантных сил как отделении Имперского военного музея в Даксфорде (Кембриджшир, Англия).

## Личная жизнь и семья
Брайан был женат на Лорене Бадд (род. в 1983 г.), служащей 5-го полка Королевской артиллерии Каттерикского гарнизона в Северном Йоркшире. У них было двое дочерей: Изабель (род. в 2004 г.) и Имоджен (род. в 2006 г., через месяц после гибели отца). Проживали в городе Рипон.
По отзывам родственников и товарищей по службе, Бадд был мягким человеком, но при этом обладал качествами прирождённого лидера, большим мужеством, а также хорошим чувством юмора. Для оказания помощи его семье был создан Мемориальный фонд Брайана Бадда.
Брат Брайана Стивен служит в армии и вместе с женой Мишель и детьми Кори и Кэти жил в Сканторпе. Кори пошёл по стопам отца и дяди, вступив в Королевский полк артиллерии.

## Память
В 2008 году в Колчестерском гарнизоне были открыты гимназия и физический и учебный восстановительный центр, названные в честь Бадда. В 2009 году в Доме офицеров Колчестера командир 3-го батальона лейтенант-полковник Хью Уильямс презентовал картину кисти Стюарта Брауна, изображающую подвиг Бадда на кукурузном поле в Сангине. В 2011 году казармы Территориальной армии в Сканторпе были переименованы в «Казармы КВ Бадда». В 2012 году принцессой Анной были открыты памятные доски на «Стене героев» Мелиорской общественной академии в Сканторпе, увековечившие имена трёх солдат, погибших в Ираке и Афганистане: Брайана Бадда, Бена Лининга и Энтони Ломбарди. Именем Бадда также назван кубок для лучшего солдата на соревнованиях Парашютного полка.